# Sh2-227
Sh2-227 è una nebulosa a emissione visibile nella costellazione dell'Auriga.
Si individua all'interno del grande pentagono che costituisce la costellazione, circa 1° a sud della stella λ Aurigae e a breve distanza dall'ammasso aperto NGC 1857; il periodo più indicato per la sua osservazione nel cielo serale ricade fra i mesi di ottobre e marzo ed è notevolmente facilitata per osservatori posti nelle regioni dell'emisfero boreale terrestre.
Si tratta di una regione H II remota e scarsamente studiata, situata a circa 4300 parsec (circa 14000 anni luce) di distanza sul Braccio del Cigno, oltre le grandi associazioni OB dell'Auriga; la responsabile della sua ionizzazione sarebbe LS V +38 12, una stella blu di sequenza principale con classe spettrale O9V. A questa nube sono associate due sorgenti di radiazione infrarossa, una delle quali presenta anche emissioni CO.